# Dekanat przysuski
Dekanat przysuski – jeden z 29 dekanatów w rzymskokatolickiej diecezji radomskiej.

## Parafie
- Parafia Świętego Krzyża w Borkowicach
- Parafia św. Stanisława Kostki i św. Jana Chrzciciela w Mniszku
- Parafia Miłosierdzia Bożego w Przysusze
- Parafia św. Jana Nepomucena w Przysusze
- Parafia św. Teresy od Dzieciątka Jezus w Ruskim Brodzie
- Parafia św. Szczepana w Skrzynnie
- Parafia św. Wojciecha w Skrzyńsku
- Parafia Nawiedzenia NMP w Smogorzowie
- Parafia św. Katarzyny w Wieniawie
- Parafia św. Doroty w Wolanowie